# Prvenstvo Hrvatske u inline hokeju na koturaljkama 2008.
Prvenstvo Hrvatske u inline hokeju 2008. godine je bilo neformalno prvenstvo Hrvatske u tom sportu.
Igralo se turnirski 5. i 6. srpnja na igralištu Horjul kraj Ljubljane, jer u Hrvatskoj nije bilo odgovarajućih igrališta. U prvenstvu su sudjelovale četiri momčadi.

## Ljestvica
| mj | klub        | ut | pob | po4 | gol+ | gol- | bod |              |
| -- | ----------- | -- | --- | --- | ---- | ---- | --- | ------------ |
| 1. | Kuna        | 3  | 3   | 0   | 62   | 7    | 6   | za prvaka    |
| 2. | Novi Zagreb | 3  | 2   | 1   | 26   | 30   | 4   | za prvaka    |
| 3. | Karlovac    | 3  | 1   | 2   | 22   | 22   | 2   | za 3. mjesto |
| 4. | Čakovec     | 3  | 0   | 3   | 6    | 57   | 0   | za 3. mjesto |

### Za plasman
| klub1           | rez.            | klub2           |
| za treće mjesto | za treće mjesto | za treće mjesto |
| --------------- | --------------- | --------------- |
| Karlovac        | 16:4            | Čakovec         |
|                 |                 |                 |
| za prvaka       |                 |                 |
| Kuna            | 12:3            | Novi Zagreb     |

## Vanjske poveznice i izvori
- Sportnet Prvo PH u hokeju na koturaljkama, 7. srpnja 2008.
- hrhokej.net, Prvenstvo Hrvatske u inline hokeju 2008., regularni dio, pristupljeno 8. siječnja 2015.
- hrhokej.net, Prvenstvo Hrvatske u inline hokeju 2008., utakmice za plasman, pristupljeno 8. siječnja 2015.